# Панкеев, Иван Алексеевич
Ива́н Алексе́евич Панке́ев (род. 18 января 1956,  с. Великая Знаменка, Запорожской обл. Украины ) — советский и российский журналист, писатель

, в том числе писатель-фантаст, поэт, преподаватель. Доктор филологических наук, профессор.

## Биография
Его родители работали в колхозе, отец был кузнецом. Окончил строительный техникум, после этого работал на стройках. Служил на флоте в Тихоокеанском пограничном округе. Первые стихи опубликовал в десять лет.
С 14 лет работал в газете, стал членом Союза журналистов СССР ещё до поступления в ВУЗ, в 1978 году. В этот период публиковался в армейской прессе. Поступив в 22 года, после службы на флоте, в 1983 окончил факультет журналистики МГУ имени М. В. Ломоносова.
В 1989 году стал членом Союза Писателей СССР.
Своим научным учителем считает Александра Васильевича Западова.
В середине 90-х годов  вёл несколько программ, посвящённых книгам  на телевидении, часто публиковался в «Книжном обозрении».   
В 1996 году в Московской государственной академии печати под научным руководством кандидата филологических наук, доцента М. И. Алексеева защитил диссертацию на соискание учёной степени кандидата филологических наук по теме «Издания произведений Н. С. Гумилёва : Типологический анализ и принципы редакторской подготовки» (специальность 05.25.04 — книговедение). Научный консультант — кандидат филологических наук, доцент Г. В. Кожевников. Официальные оппоненты — доктор филологических наук, профессор С. Г. Антонова и кандидат филологических наук, доцент А. П. Толстяков. Ведущая организация — Российская книжная палата.
В 2001 году - член-корреспондент РАЕН.
В 2003 году присвоено учёное звание доцента.
В 2008 году в МГУ имени М. В. Ломоносова защитил диссертацию на соискание учёной степени доктора филологических наук по теме «Книга русского фольклора: актуализация сущностных признаков издательском проекте» (специальность 05.25.03. — библиотековедение, библиографоведение и книговедение). Научный консультант — доктор филологических наук, профессор С. Г. Антонова. Официальные оппоненты — доктор филологических наук, профессор А. А. Беловицкая, доктор филологических наук, профессор Ю. Г. Круглов и доктор филологических наук, профессор Л. Г. Тюрина. Ведущая организация — Российская книжная палата.
В 2017 году присвоено учёное звание профессора.
Работает на кафедре истории и правового регулирования отечественных СМИ факультета журналистики МГУ, где с 2010 года является профессором, преподаёт в Институте журналистики и литературного творчества. В сферу научных интересов входят: этнолингвистика, история книгопечатания, история и методология текста, проблематика интеллектуальной собственности, история этикета, семиотика, славянский фольклор, литературоведческий анализ «деревенской прозы», анализ жанровой структуры периодической печати, изучение методологии народного целительства и т. д.
Автор книг о Н. С. Гумилёве и В. Г. Распутине, о русских обычаях, традициях, этикете, об авторском праве.
Вёл телепередачи «Книжная лавка», «Книжный мир», радиопередачу «Моя библиотека». Член редакционной коллегии журнала «Филологические науки».
Женат, есть дочь.

## Научные труды

### Монографии
- Панкеев И. А. Сергей Орлов: Судьба и творчество. — М.: Советская Россия, 1988. — 159 с. ISBN 5-268-00078-0
- Панкеев И. А. Кипеть отвагой гражданина : (О чувстве социальной ответственности лирического героя). — М. : Знание, 1989. — 64 с. (Новое в жизни, науке, технике. Литература; 2/1989). ISBN 5-07-000440-9
- Панкеев И. А. Валентин Распутин : По страницам произведений. — М. : Просвещение, 1990. — 143 с. (Школьникам о современ. сов. писателях). ISBN 5-09-001939-8
- Панкеев И. А. Неизвестное поколение?: [О советских литераторах-"тридцатилетних"]. — М.: Молодая гвардия, 1990. — 232 с. ISBN 5-235-00766-2
- Панкеев И. А. Беседы с литераторами. — М.: Знание, 1991. — 64 с. (Новое в жизни, науке, технике. Литература; 1/1991). ISBN 5-07-001763-2
- Панкеев И. А. Николай Гумилёв. — М.: Просвещение, 1995. — 159 с. (Биография писателя). ISBN 5-09-007311-2
- Панкеев И. А. Люблю. О менее важном при встрече... . — М. : РБП, 1995. — 7 с. (Рекламная библиотечка поэзии) (50 лет Великой Победы). ISBN 5-7612-0143-7
- Панкеев И. А. Любви все возрасты... : [Повести и рассказы]. — М. : Изд. центр "Терра", 1996. — 446 с. (Четвертое измерение). ISBN 5-85255-604-1
- Панкеев И. А. Мистика любви : Сборник / Худож. И. Лыткина, Т. Хрычева. — М. : Юридическая фирма "Контракт", 1997. — 507 с. ISBN 5-900785-21-1 (В пер.)
- Панкеев И. А. Круг земного бытия : Обычаи, обряды, молитвы. — М. : Изд. дом "Терра", 1997. 335 с. (Русский дом). ISBN 5-300-01199-1
- Панкеев И. А. Тайны русских суеверий. — М.: Яуза: Эксмо, 1997. — 200 с. ISBN 5-87849-084-6
- Панкеев И. А. Русские обряды и суеверия. — М.: Яуза: Эксмо-Пресс, 1998. — 429 с. ISBN 5-8153-0001-2
- Панкеев И. А. Русские праздники. — М.: Яуза: Эксмо-пресс, 1998. — 252 с. ISBN 5-87849-111-7

- Панкеев И. А. Русские праздники. — М.: Яуза: Эксмо-пресс, 1999. — 224 с. ISBN 5-8153-0099-3

- Панкеев И. А. Обычаи и традиции русского народа. — 2-е изд., испр. — М.: Олма-Пресс, 1999. — 542 с. ISBN 5-224-00413-6
- Панкеев И. А. Энциклопедия этикета для детей : Ил. пособие школьника. — М.: Олма-Пресс, 1999. — 399 с. ISBN 5-224-00354-7
- Панкеев И. А. Русские праздники и игры. — М. : Эксмо-пресс : Яуза, 1999. — 414 с. ISBN 5-8153-0049-7
- Панкеев И. А. Тайны русских суеверий. — 2-е изд., испр. и доп. — М.: Олма-пресс, 2000. — 446 с. ISBN 5-224-01386-0
- Панкеев И. А. Поделки из природных материалов / Худож. Ирина Лаптева-Витэк. — М.: ОЛМА-пресс, 2001. — 63 с. (Золотая коллекция детского сада). ISBN 5-224-01573-1
- Панкеев И. А. Энциклопедия этикета для детей. — 2-е изд., испр. и доп. — М.: Олма-Пресс, 2002. — 382 с. ISBN 5-224-03923-1
- Панкеев И. А. Энциклопедия этикета: 1000 советов на каждый день. — 2-е. изд., испр. и доп. — М.: Олма-Пресс, 2002. — 382 с. ISBN 5-224-02444-7
- Панкеев И. А. От крестин до поминок. — М.: Быстров : Эксмо, 2002. — 541 с. ISBN 5-94700-009-1
- Панкеев И. А. Рождество Христово. — М.: Быстров: Эксмо, 2002. — 607 с. ISBN 5-94700-010-5
- Панкеев И. А. Книга затей для мам и детей. — М.: Терра-Кн. клуб, 2003. — 205 с. ISBN 5-275-00926-7
- Панкеев И. А. Лечебные заговоры и заклинания. — М.: Яуза: Эксмо, 2003. — 479 с. ISBN 5-8153-0011-X : 4000
- Панкеев И. А. Сударыня Масленица. — М.: Быстров: Эксмо, 2003. — 543 с. ISBN 5-94700-017-2
- Панкеев И. А. Книга русского фольклора: от устного слова до издания. — М.: Фонд "Инфосфера", 2005. — 436 с. ISBN 5-78-44-0127-0
- Панкеев И. А. Энциклопедия этикета: современные и проверенные временем правила поведения. — 5-е изд., перераб. — М.: Олимп, 2006. — 409 с. ISBN 5-17-042872-3
- Панкеев И. А. Пресвятая Богородица: чудотворные иконы и молитвы в житейских нуждах. — 2-е изд., доп. — М.: Олимп, 2006. — 254 с. ISBN 5-17-042316-0
- Панкеев И. А. Пасха. Рождество. Масленица. — 5-е изд., испр. и доп. — М.: Олимп, 2007. — 346 с. ISBN 978-5-17-041306-5
- Панкеев И. А. Авторское право и смежные права : курс лекций /  Московский гос. ун-т им. М. В. Ломоносова, Фак. журналистики. — М.: Изд. фак. журналистики Московского гос. ун-та, 2007. — 92 с. ISBN 5-7776-0081-6
- Панкеев И. А., Рыбальский Н. Г. Экология вашего дома. Больше чем фэн-шуй!: простые и доступные способы! — М.: АСТ : Олимп, 2008. — 253 с.  (Серия "Сити-класс: Открой для себя мир"). ISBN 978-5-17-046374-9
- Панкеев И. А. От устного слова к мультимедиа : монография / М-во образования и науки Российской Федерации, Федеральное агентство по образованию, Московский гос. ун-т печати. — М.: МГУП, 2008. — 214 с. ISBN 978-5-8122-0965-3
- Панкеев И. А. Договор в авторском праве Российской Федерации / Фак. журналистики Московского гос. ун-та им. М. В. Ломоносова, Каф. истории отечественных СМИ. — М. : МГУ им. М. В. Ломоносова, фак. журналистики, 2009. — 118 с.
- Панкеев И. А. Авторское право для журналистов: учебное пособие для студентов высших учебных заведений, обучающихся по направлению подготовки ВПО 030600 "Журналистика" и специальности 030601 "Журналистика" для ГОС-2 и направлению подготовки ВПО 030600 "Журналистика" для ФГОС. — 4-е изд., перераб. — М. : Изд-во ИКАР, 2014. — 319 с. ISBN 978-5-7974-0380-7
- Панкеев И. А. Интеллектуальные права журналиста. Нормативные акты и комментарии. — М.: МедиаМир, 2015. — 165 с. ISBN 978-5-91177-086-0 : 500 экз.
- Панкеев И. А. Правовое регулирование СМИ: учебное пособие для студентов высших учебных заведений, обучающихся по направлению подготовки 42.03.02 "Журналистика" (бакалавриат). — М.: Аспект Пресс, 2019. — 373 с. ISBN 978-5-7567-1010-6
- Панкеев И. А., Тимофеев А. А. Правовые основы фотожурналистики: учебное пособие. — 2-е изд., доп. - М.: Издательские решения, 2019. — 177 с. ISBN 978-5-0050-2467-1
- Панкеев И. А., Тимофеев А. А. Свободное использование произведений в СМИ. — М. : Издательские решения, 2019. — 221 с. ISBN 978-5-4496-4717-7

### Составление и научная редакция
- Гумилёв Н. С. Избранное / Сост., вступ. ст., с. 5-41, коммент., лит.-биогр. хроника И. А. Панкеева; Худож. С. Соколов. - М.: Просвещение, 1990. — 383 с. ISBN 5-09-003217-3
- Бунин И. А. Избранное / Вступ. ст. И. Панкеева, с. 3-20]. — М.: Издательский дом "Лад": Профиздат, 1995. — 431 с. (Библиотека отечественной классики) (Школьная библиотека). ISBN 5-255-01220-3
- Дочь Петра Великого : Об императрице Елизавете Петровне / Сост. сер., вступ. ст. и лит. обраб. И. А. Панкеева; Иллюстрации Б. Мамонова. — М. : Юридическая фирма "Контракт", 1997. — 602 с. (Женщина на троне. XVIII в.). ISBN 5-900785-22-X
- Царица Екатерина Алексеевна / сост., лит. обраб. и вступ. ст. И. А. Панкеева; коммент. М. Семевского. — М.: Юридическая фирма "Контракт", 1997. — 575 с. (Женщина на троне. XVIII век). ISBN 5-900785-19-X
- Народные песни / Сост. и вступ. ст. И. А. Панкеева. — М. : Олма-пресс, 1999. — 559 с. (Русский дух). ISBN 5-224-00340-7
- Клеопатра: Сборник / Сост. и вступ. ст. И. А. Панкеева. — М. : Мир книг, 1999. — 415 с. ISBN 5-8157-0032-0
- Сказки о солдате / Сост., лит. обраб. и вступ. ст. И. А. Панкеева. — М. : Эгмонт Россия Лтд, 1999. — 127 с. (Библиотека русской сказки). ISBN 5-85044-274-X
- Пой, душа!: Песни рус. поэтов / Сост. и вступ. ст. И. А. Панкеева. — М. : ОЛМА-пресс, 2000. — 350 с. ISBN 5-224-00770-4
- Княгиня Киевская Ольга / Вступ. ст. и лит. обраб. И. А. Панкеева]. — М. : ОЛМА-пресс, 2000. — 495 с. (Женщина на троне).; ISBN 5-224-00410-1
- Пасха / Сост. И. А. Панкеева. — М.: Олма-Пресс, 2001. — 286 с. (Великие христианские праздники). ISBN 5-224-02733-0
- Елизавета I — королева Англии / Вступ. ст. и лит. обраб. И. А. Панкеева. — М. : Олма-пресс, 2000. — 495 с. (Женщина на троне). ISBN 5-224-00409-8
- Сказки о богатырях / Сост., лит. обраб. и вступ. ст. И. А. Панкеева]. — М. : Станок-пресс, 2001. — 127 с. (Библиотека русской сказки). ISBN 5-94399-002-X
- Сказки о животных / Сост., лит. обраб. и вступ. ст. И. А. Панкеева. — М.: Станок-пресс, 2001. — 126 с. (Библиотека русской сказки). ISBN 5-94399-001-1
- Сказки о нечистой силе / Сост., лит. обраб. и вступ. ст. И. А. Панкеева. — М.: Станок-пресс, 2001. — 127 с. (Библиотека русской сказки). ISBN 5-94399-006-2
- Сказки о царевичах / Сост., лит. обраб. и вступ. ст. И. А. Панкеева]. — М.: Станок-Пресс, 2001. — 127 с. (Серия "Библиотека русской сказки"). ISBN 5-94399-007-0
- Сказки о бабе Яге : Для мл. и сред. шк. возраста / Сост., лит. обраб. и вступ. ст. И. А. Панкеева]. — М. : Станок-пресс, 2001. — 127 с.  (Библиотека русской сказки). ISBN 5-94399-003-8
- Мистика Серебряного века : Сборник / Сост., вступ. ст. , коммент. И. А. Панкеева. — М. : ТЕРРА-Книжный клуб, 2002. — 654 с. ISBN 5-300-02855-X
- Сказки трёх народов: для детей мл. шк. возраста / сост., подгот., пер., лит. перелож. И. А. Панкеева ; ил. худож. А. Махова. — М. : ТЕРРА-Книжный клуб, 2004. — 575 с. ISBN 5-275-00963-1

### Статьи
- Панкеев И. А. Посредине странствия земного // Гумилёв Н. С. Избранное / Сост., вступ. ст., коммент., лит.-биогр. хроника И. А. Панкеева; Худож. С. Соколов. — М.: Просвещение, 1990. — С. 5—41. — 383 с. ISBN 5-09-003217-3
- Панкеев И. А. Комментарий // Гумилёв Н. С. Избранное / Сост., вступ. ст., коммент., лит.-биогр. хроника И. А. Панкеева; Худож. С. Соколов. — М.: Просвещение, 1990. — С. 301—350. — 383 с. ISBN 5-09-003217-3
- Панкеев И. А. Литературно-биографическая хроника // Гумилёв Н. С. Избранное / Сост., вступ. ст., коммент., лит.-биогр. хроника И. А. Панкеева; Худож. С. Соколов. — М.: Просвещение, 1990. — С. 351—370. — 383 с. ISBN 5-09-003217-3
- Панкеев И. А. Великое косноязычье // Русский язык в школе. — 1990. — № 5. — С. 12—24.
- Панкеев И. А. Николай Гумилёв: судьба, биография, творчество // Гумилёв Н. С.. Стихотворения и поэмы. — М.: Профиздат, 1991. — С. 308—328.
- Панкеев И. А. Жертва и судьи // Русский рубеж. — 1991. — № 10. — С. 16—17.
- Панкеев И. А. Поэт вопреки войне // Литература в школе. 1991. № 6. С. 52-61.
- Панкеев И. А. Из прошлого в будущее // Сказки славянских народов в 14 книгах. Кн. 2. — М.: Голос, 1993. С. 317—319.
- Панкеев И. А. „Избранные произведения как вид издания“ // Восьмая научная конференция по проблемам книговедения. Тезисы докладов. — М.: Российская книжная палата, 1996. — С. 93—94.
- Панкеев И. А., Будур Н. В. Мифы и сказания славян // Мифы и легенды народов мира. Т. 1. — М.: Олма-пресс, 2000. — С. 131—138.
- Панкеев И. А. Народная память и язык. Проблема устойчивости // Журналистика и культура русской речи. 2002. № 6. С. 98-104.
- Панкеев И. А. Мифы // Глобалистика. Энциклопедия. — М.: Центр научных и прикладных программ «Диалог», Радуга, 2003. — С. 631—632.
- Панкеев И. А. Фольклор // Глобалистика. Энциклопедия. — М.: Центр научных и прикладных программ «Диалог», Радуга, 2003. — С. 1116—1117.
- Панкеев И. А. Издание как процесс // Университетская книга. 2004. № 11. С. 38-39.
- Панкеев И. А. Отражение фольклора в книге. К вопросу о доминантных системообразующих факторах // Известия высших учебных заведений. Проблемы полиграфии и издательского дела. — 2005. — № 1. — С. 124—134.
- Панкеев И. А. Издание фольклорных произведений: историко-книговедческий аспект // Известия высших учебных заведений. Проблемы полиграфии и издательского дела. — 2005. — № 2. — С. 97-107.
- Панкеев И. А. Восприятие читателем фольклорного текста // Известия высших учебных заведений. Проблемы полиграфии и издательского дела. — 2005. — № 3. — С. 64-74.
- Панкеев И. А. Электронная коммерция и книги фольклора // Научно-техническая информация. Серия Организация и методика информационной работы. 2005. № 7. С. 32-37.
- Панкеев И. А. Уникальное явление гуманитарной культуры // Мир библиографии. 2005. № 5. С. 45-49.
- Панкеев И. А. Книга фольклора в Рунете // Научно-техническая информация. Серия Организация и методика информационной работы. 2005. № 5. С. 27-33.
- Панкеев И. А. Искусство составления книги // Университетская книга. 2005. № 9. С. 20-26.
- Панкеев И. А. Жанр как один из способов организации фольклорных произведений в книгу фольклора // Известия высших учебных заведений. Проблемы полиграфии и издательского дела. 2005. № 4. С. 63-70.
- Панкеев И. А. Научно-справочный аппарат книги фольклора // Известия высших учебных заведений. Проблемы полиграфии и издательского дела. 2006. № 1. С. 95-103.
- Панкеев И. А. Фольклоросодержащие печатные СМИ // Вестник Московского университета. Серия 10: Журналистика. 2008. № 1. С. 27-38.
- Панкеев И. А. Роль редактора в формировании составного издания // Медиаскоп. 2008. № 1. С. 8.
- Панкеев И. А. Фольклорное произведение в СМИ (правовой аспект) // Медиаскоп. 2008. № 1. С. 23.
- Панкеев И. А. Новеллы в авторском праве России // Вестник Московского университета. Серия 10: Журналистика. 2008. № 3. С. 34-39
- Панкеев И. А. Книга как средство массовой информации // Научно-техническая информация. Серия 1: Организация и методика информационной работы. 2008. № 3. С. 28-32.
- Панкеев И. А. Интеллектуальные права в сфере массмедиа // Медиаскоп. 2008. № 1. С. 13.
- Панкеев И. А. Авторское право: что необходимо знать библиотекарю // Школьная библиотека. 2008. № 6-7. С. 151-155.
- Панкеев И. А. Познание как процесс (рецензия) // Научно-техническая информация. Серия 1: Организация и методика информационной работы. 2009. № 11. С. 32-33.
- Панкеев И. А. Всё необходимое о Толстом // Литература в школе. 2009. № 11. С. 48-49.
- Панкеев И. А. Авторское право: правоустановление и правоприменение // Медиаскоп. 2009. № 3. С. 14.
- Панкеев И. А. Электронный рынок печатных изданий // Наука о книге. Традиции и инновации, Москва, 28-30 апреля 2009 г. Ч. 2. — М.: Наука, 2009. — С. 291-292.
- Панкеев И. А. Книжная культура и электронное издание // Наука о книге. Традиции и инновации, Москва, 28-30 апреля 2009 г. Ч. 1. — М.: Наука, 2009. — С. 498-499.
- Панкеев И. А. Служебное произведение: pro et contra // Вестник Московского университета. Серия 10: Журналистика. 2010. № 5. С. 11-17.
- Панкеев И. А. Интеллектуальные права в СМИ: проблема регулирования // Медиаскоп. 2010. № 3. С. 11.
- Панкеев И. А. Российское авторское право XX века в нормативных актах // Вестник Московского университета. Серия 10: Журналистика. 2011. № 3. С. 29-38.
- Панкеев И. А. Электронные копии: pro et contra // Берковские чтения. Книжная культура в контексте международных контактов. — Минск, 2011. — С. 269-271
- Панкеев И. А. Свободное использование произведений в журналистской деятельности // Медиаскоп. 2012. № 1. С. 18.
- Панкеев И. А. Необходимость дидактического единства // Литература в школе. 2012. № 11. С. 39-40.
- Панкеев И. А. Читать и понимать классику: комментарий как фактор усиления восприятия текста при редактировании // Филологические науки. Научные доклады высшей школы. 2013. № 3. С. 66-72.
- Панкеев И. А. Фотография в издательском деле как объект интеллектуальных прав // Известия высших учебных заведений. Проблемы полиграфии и издательского дела. 2013. № 5. С. 103-108.
- Панкеев И. А. Использование фотографического произведения в СМИ: правовой и этический аспекты // МедиаАльманах. 2013. № 6 (59). С. 46-51.
- Панкеев И. А. Новая издательская деятельность и новый читатель // Книга в информационном обществе = A book in the information society : материалы тринадцатой Международной научной конференции по проблемам книговедения, Москва, 28-30 апреля 2014 года : в 4 ч. Ч. 1. — М.: Федеральное гос. бюджетное учреждение науки Науч. изд. центр "Наука" Российской акад. наук, 2014. — С. 282-283
- Панкеев И. А. Читать, а не жить в "глухонемой действительности" // Литература в школе. 2014. № 2. С. 42-43.
- Панкеев И. А. Фотографическое произведение как объект авторских прав: судебная практика // МедиаАльманах. 2014. № 6 (65). С. 24-29.
- Панкеев И. А. Искусство быть понятым // Библиотечное дело. 2014. № 1. С. 28-29.
- Панкеев И. А. Дом как модель и первосостояние мира // Костромской гуманитарный Вестник GENIUS LOCI. 2014. С. 22-23
- Панкеев И. А. Авторское право фотожурналиста: законодательство и практика // Вестник Московского университета. Серия 10: Журналистика. 2014. № 1. С. 96-104.
- Панкеев И. А. Этика журналиста: реальность или фикция? // МедиаАльманах. 2015. № 2 (67). С. 42-48.
- Лазутина Г. В., Панкеев И. А. Сближение теории и практики СМИ — ключ к разрешению проблемных ситуаций (размышления после секции «Этика и право как регуляторы диалога ”СМИ – общество – власть“» на научно-практической конференции «Журналистика в 2014 году») // МедиаАльманах. 2015. № 6 (71). С. 32-38.
- Панкеев И. А. Практика медиаправа для журналистов. Рецензия на книгу «Диффамация в СМИ» / авт. -сост. Г. Ю. Арапова, М. А. Ледовских. 3-е изд. , перераб. И доп. ... Г. Ю. Арапова, М. А. Ледовских. 3-е издание, переработанное и дополненное. — Воронеж: Элист, 2014 // Вестник Московского университета. Серия 10: Журналистика. 2015. № 1. С. 117-119.
- Панкеев И. А. Научное произведение в аспекте авторского права: законодательные новеллы // Научно-техническая информация. Серия 1: Организация и методика информационной работы. 2015. № 8. С. 31-34.
- Панкеев И. А. Какой, однако, редкий дар // Дедков: очерки, статьи, воспоминания. 2015. С. 25-30
- Панкеев И. А. Интеллектуальные права словесника // Литература в школе. 2015. № 2. С. 41-42.
- Панкеев И. А. Виртуальный Музей российской печати // МедиаАльманах. 2015. № 4 (69). С. 90-93.
- Pankeev I. A. New Issues in the Field of Legal Regulation of an Author’s Right to Scientific Works // Scientific and Technical Information Processing. 2015 Vol. 42. № 3. P. 173-176.
- Панкеев И. А. Фотожурналистика: исторический аспект // Вестник Московского университета. Серия 10: Журналистика. 2016. № 5. С. 171-175.
- Панкеев И. А. Женские журналы 1920-1930-х гг.: историко-филологический подход к изучению (рецензия на книгу: Минаева О.Д. журналы "Работница" и "Крестьянка" в решении "Женского вопроса" в СССР в 1920-1930-е гг.: модель пропагандистского обеспечения социальных реформ. Москва 2015 // МедиаАльманах. 2016. № 3 (74). С. 110-113.
- Панкеев И. А. В защиту профессии // Медиа альманах. 2016. № 2. С. 130-132
- Панкеев И. А. Поверить алгеброй гармонию (рецензия на книгу: Вырковский А.В. редакционный менеджмент в печатных и онлайновых массмедиа: процессный подход. [Академические монографии]. М.: МедиаМир, 2016. // МедиаАльманах. 2017. № 3 (80). С. 152-155.
- Панкеев И. А. Отечественное авторское право: опыт первых лет советской власти // История отечественных СМИ. 2017. № 2 (4). С. 158-162.
- Панкеев И. А. Медиаобраз власти: не только вербальный аспект // МедиаАльманах. 2017. № 4. С. 152-156.
- Панкеев И. А. Журналист и журналистика: единство противоположностей? // Вестник Московского университета. Серия 10: Журналистика. 2017. № 5. С. 199-207.
- Лазутина Г. В., Панкеев И. А. Саморегулирование в журналистике: уровни, аспекты, инструменты // МедиаАльманах. 2018. № 3 (86). С. 14-22.
- Панкеев И. А. Правовые ограничения: баланс интересов государства, общества, личности // Вестник Московского университета. Серия 10: Журналистика. 2018. № 2. С. 112-119.
- Панкеев И. А., Тимофеев А. А. Правовое поле массмедиа: тренды последних лет //  МедиаАльманах. 2018. № 2 (85). С. 27-34.
- Панкеев И. А., Тимофеев А. А. Научное произведение в аспекте деонтологии // Научно-техническая информация. Серия 1: Организация и методика информационной работы. 2018. № 12. С. 1-7.
- Панкеев И. А. Российская журналистика «не становится научной дисциплиной, а является таковой…» // МедиаАльманах. 2019. № 6.
- Панкеев И. А., Иншакова Н. Г. Редактирование научного произведения: нормативно-правовые аспекты// Научно-техническая информация. Серия 1: Организация и методика информационной работы. 2019. № 7. С. 22-25.

## Художественная библиография
С 1988 года опубликовал свыше двадцати книг стихов, прозы и критики.  Свою фантастику называл «любодейной мистикой». 
Панкеев - автор фантастических рассказов «Копья летящего тень» (1991), «Украденная аура» (1997), повести «Трапеза князя» (1994) и др. 
В авторском сборнике фантастики. «Любви все возрасты покорны» (1996) присутствуют «маленький роман», три повести, несколько рассказов. 
Авторский сборник «Мистика любви» (1998) также включает несколько таких произведений. 
Панкеев выступал в качестве составителя сборника «Сказки о нечистой силе» (1999), является автором многих рецензий на «мистические» литературные произведения.

## Награды
- Благодарность Президента Российской Федерации (24 января 2024 года) — за залуги в научно-педагогической деятельности, подготовку квалифицированных специалистов и многолетнюю добросовестную работу[6]